# Polystachya paniculata
Polystachya paniculata là một loài thực vật có hoa trong họ Lan. Loài này được (Sw.) Rolfe miêu tả khoa học đầu tiên năm 1897.

## Hình ảnh

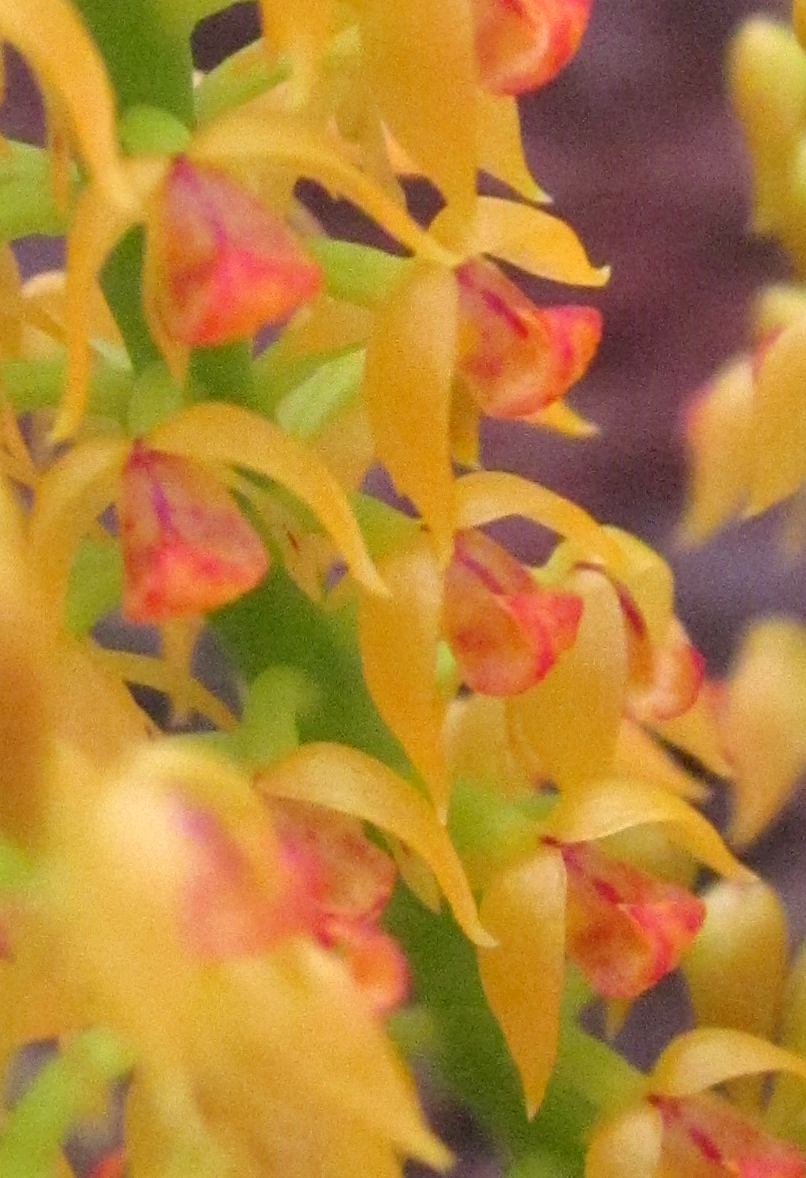
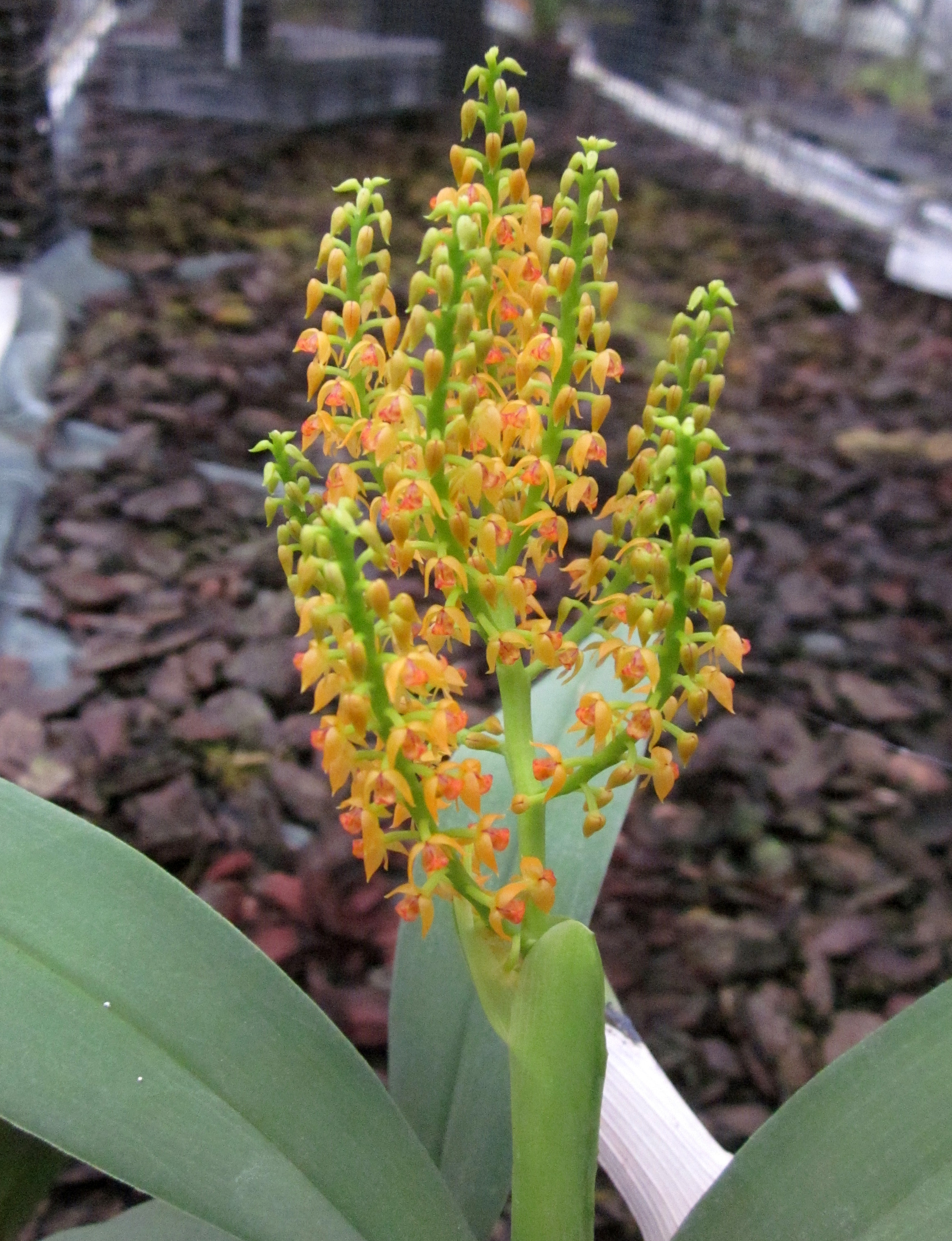
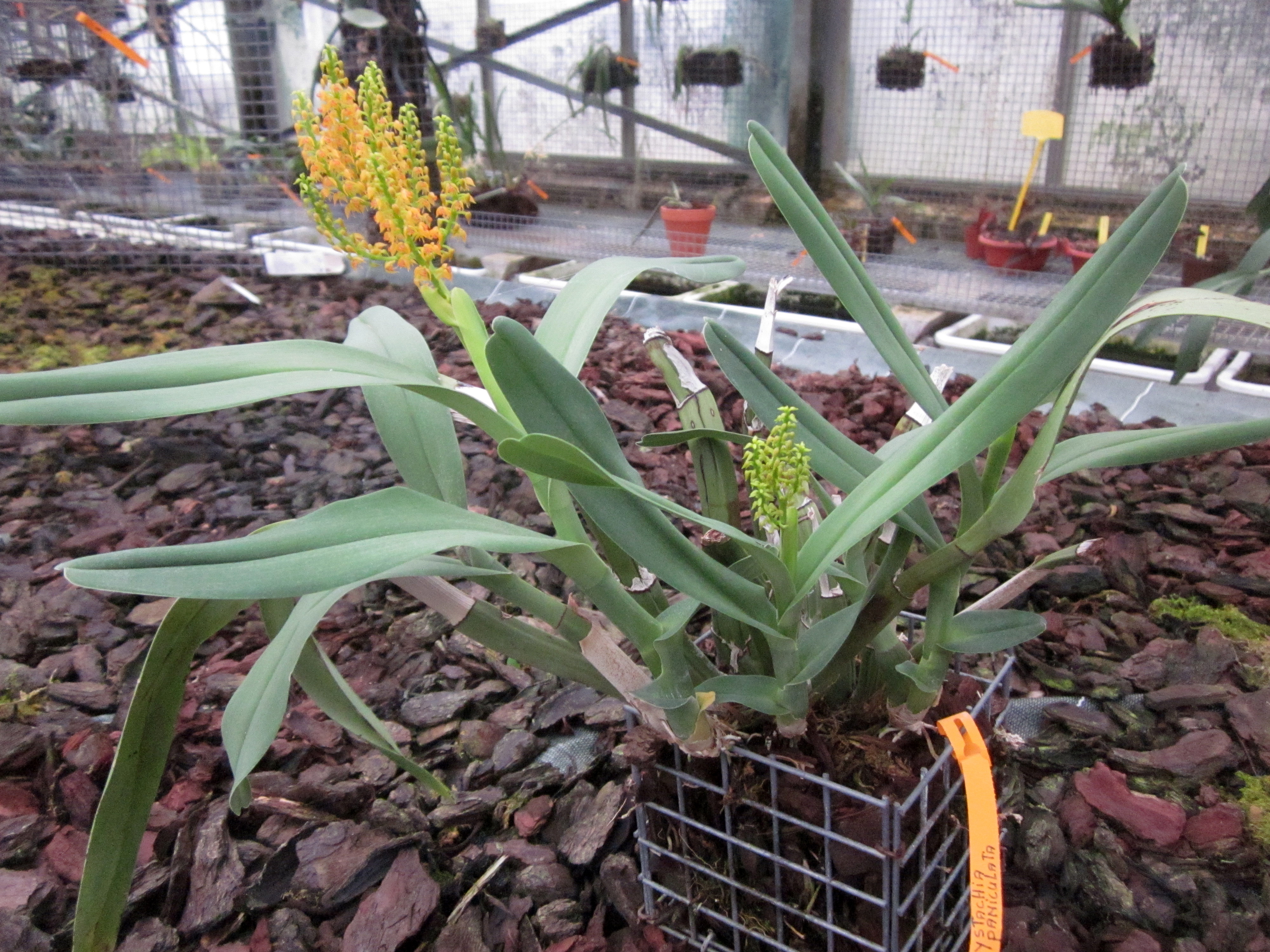